# 潮厝村 (屏東縣)
潮厝村，古稱潮州厝，位於臺灣屏東縣里港鄉西南方。潮厝村因靠近高屏溪河道而大量拓墾河川地，形成獨特的鄉村景觀。

## 歷史
清朝中葉，漢人入墾屏北平原。其中以漳州陳姓人家為主的墾民，入墾阿里港附近地勢較高的地方，形成「崎仔頭」聚落，並帶來了開漳聖王的信仰，且在道光十五年（1835）建成王公廟:130。該聚落西邊靠近高屏溪溪埔地的村落「潮州厝」，則應由來自廣東省潮州府的先民們開闢而成:34。因該村落鄰近河道，水患甚頻，居民陸續遷往東邊靠近崎仔頭之處，故有舊潮州厝、新潮州厝村落的分別。而當地居民對於「潮厝」由來的傳說也反映出了遷移的史實，有云：「清未年間，潮厝村之西，原有一部落位於現今堤防內，由於該處地勢低凹，雨季洪水暴漲之際，生命財產不保，居民為避洪災之困，而遷至現住聚落重建家園，先人為紀念洪潮舊厝、警愓洪水之災，故取名潮厝。」:262:2-1
兩村落之名最早見於盧德嘉《鳳山縣採訪冊》（1894）。清光緒十一年（1885），里港藍家仕紳藍登輝主持建成崎仔頭橋，可通鳳山縣治（即今日高雄市）。日治初期的《臺灣堡圖》（1904）顯示舊潮州厝的規模甚小，下淡水溪整治計畫（1927-1938）後該地已無人居住:262，故今日所稱之潮厝是指新潮州厝聚落。
日治時期此地先屬阿猴廳港西上里塔樓庄，後隸於高雄州屏東郡里港庄第七保。戰後改為潮厝村。隨著人口移動及社會文化變遷，兩大村莊也逐漸融合；崎仔頭之王公廟改建成主祀媽祖、副祀開漳聖王的廣慈宮；原以潮州裔臺灣人為主體的潮厝聚落也變為閩南文化的保生大帝信仰，兩者之間並有特殊的媽祖與保生大帝的姻緣傳說:4-14。
今日潮厝村人口共約一千八百人，以養殖業、農業為主，其中以泰國蝦養殖、加工相關為大宗，共佔全村七成比例。

## 信仰中心
- 廣慈宮
- 慈濟宮
- 忠義祠
- 將軍廟：主祀平西王吳三桂